# グリムゲルデの仮面
グリムゲルデの仮面（グリムゲルデのかめん）はテーブルトークRPG(TRPG)『ナイトウィザード』のリプレイ作品。2010年に発売されたナイトウィザードのファンブック第6弾『ブルーム・メイデン』に書き下ろし作品として掲載された。
リプレイ執筆は伊藤和幸。イラスト担当は石田ヒロユキ。

## 概要
『ナイトウィザード』のファンブックとして提供された6番目のリプレイであり、『ナイトウィザード The 2nd Edition』準拠のファンブック・リプレイとしては3番目となる。本リプレイが掲載されたファンブック『ブルーム・メイデン』には、過去5作と同じくリプレイに関連するボイスドラマが付属している。
このボイスドラマ「シュヴェルトライテの槍」は本リプレイの少し後の物語である。本項目ではこのボイスドラマについても併せて解説する。なお本リプレイ及びボイスドラマは、『ブルーム・メイデン』の制作と並行して進行していたリプレイ『蒼穹のエンゲージ』のプロローグという位置付けであり、作品世界上の時系列では菊池たけしの小説「大魔王は、世界滅亡の夢を見ちゃった」（アンソロジーノベル集『大魔王は、世界滅亡の夢を見るか?』収録）と『蒼穹のエンゲージ』の間の出来事となる。
ゲームマスターは伊藤和幸。プレイヤーはF.E.A.R.の菊池たけし、田中信二、久保田悠羅、それに『蒼穹のエンゲージ』でゲームマスターを務める齋藤幸一である。

## 登場人物

### プレイヤーキャラクター
プレイヤーによって操作するキャラクター。PC。名前の横にカッコで記述されているのはプレイヤー名である。ウィザードクラス及びスタイルクラスの横のレベルはそのリプレイ開始時のものである。
属性についてはスラッシュをはさんで左側が第一属性、右側が第二属性となる。
なお、各キャラクターの総合レベルは1である。
サクラ＝ヴァンスタイン（田中信二）
ウィザードクラス：箒騎士 1LV
スタイルクラス：アタッカー 0LV
PC番号：PC1
属性：〈星〉 / 〈地〉
輝明学園秋葉原校初等部に通う小学生。11歳。
ごく普通の少女だったが、ある日、親友である真衣が冥魔に襲撃されたところに居合わせ、巻き添えになりかかったところを幼なじみのいぶきに救われる。その際にいぶきが展開した月匣の影響を受けなかった事から、真衣の体内に隠されている「獣の欠片」を巡る争いに巻き込まれていく。
もとは「蒼穹のエンゲージ」のPC3であり、その時のプレイヤーである田中信二が引き続き担当している。
藤乃＝赤羽＝ヴァンスタイン（ふじの あかばね －、久保田悠羅）
ウィザードクラス：龍使い 1LV
スタイルクラス：ディフェンダー 0LV
PC番号：PC2
属性：〈火〉 / 〈天〉
サクラの母親。陰陽師の名門・赤羽家の当主である赤羽桐華の妹。赤羽くれはは姪に当たる。年齢は自称20代。「若く見られたい」という理由で実の娘のサクラに「藤乃ちゃん」と呼ばせている。
姉と違って陰陽師の才能に恵まれなかった事から出奔するが、武術の才があったため修行を積み龍使いとなる。のちにサクラの父となるヴァンスタイン家の男と結婚するが先立たれ、サクラの誕生を機にウィザードを引退。現在はサクラと二人で東京・秋葉原に住む。
自身の経験からか、サクラがウィザードになる事には反対している。
なお、サクラと藤乃は『白き陽の御子』の要姉妹、『幼年期の終わり』の流鏑馬姉弟に次ぐ「同一リプレイでPC同士が近親関係にある」ケースでもある。
デューク＝オブ＝ヨーク（菊池たけし）
ウィザードクラス：落とし子 1LV
スタイルクラス：キャスター 0LV
PC番号：PC3
属性：〈冥〉 / 〈虚〉
「金色の魔王」ルー＝サイファーの配下。「デューク＝オブ＝ヨーク」は自称で本名は不明。日本人ということだけは明らかになっている。26歳。
ルー＝サイファーの命を受け、真衣から獣の欠片を回収するために秋葉原に現れるが、冥魔も真衣を狙っていた事から、図らずもサクラやいぶき、因縁のある漣に協力する。
常に三味線を持ち歩いており、その腕はルー＝サイファーをして「美しい」と言わしめるほど。三味線は武器でもあり、戦闘時にはマジックワンド代わりにして用いる。
漣（れん、齋藤幸一）
ウィザードクラス：仙人 1LV
スタイルクラス：ヒーラー 0LV
PC番号：PC4
属性：〈天〉 / 〈水〉
100年以上生きたために人間に似た自我を持った猫。
修行のためロンギヌスに入隊していたが、主であったアンゼロットの人使いの荒さに疲れ脱退。表界を放浪していたところを真衣に拾われた。現在は矢矧家に住む傍らロンギヌスにも復帰し、第八世界の守護者代行となったくれはの命に応じて行動している。
ウィザードの素質を持つ子供の誘拐事件が頻発する中、次のターゲットと予測される子供の中に真衣が含まれている事をくれはから知らされ、真衣の護衛に当たる。

### ノンプレイヤーキャラクター
GMが操作するキャラクター。NPC。
矢矧真衣
サクラの友人で漣の飼い主。その体内に「獣の欠片」を有している。
酒匂いぶき
サクラの友人でウィザード。6年前に父親の仕事の都合で東京を去るが、ある事件でサクラと再会する。
ルー＝サイファー
裏界ナンバー2の魔王。真衣が獣の欠片の宿主である事を知り、デュークに回収を命じる。

## ボイスドラマ
付属の音楽CDに収録されたボイスドラマ「シュヴェルトライテの槍」は今作リプレイの少し後の話である。

### キャスト
- サクラ＝ヴァンスタイン：矢作紗友里
- 酒匂いぶき：高橋美佳子
- セオキルス：福山潤
- メイオルティス：田村ゆかり
- 緋室灯：小暮英麻
- 真行寺命：矢薙直樹
- 赤羽くれは：佐藤利奈
- ルー＝サイファー：宮崎羽衣
- ルイズ：中西英樹
- 矢矧真衣：三上枝織
- 藤乃＝赤羽＝ヴァンスタイン：久川綾

#### こぼれ話
- CDドラマのオープニングテーマは、今回よりBETTA FLASHの『Sabbath』に変わった。BETTA FLASHは『ナイトウィザード The ANIMATION』でエンディングテーマ『Erinyes』を制作しており、その縁での起用となった。
- 藤乃役に久川綾が起用されたのは、藤乃のプレイヤーである久保田悠羅の意向による。藤乃には「赤羽家を出奔後関西地方に在住していた」という設定があり、「きちんとした関西弁を話せる声優にお願いしたい」との考えから、久保田は大阪府貝塚市出身の久川を指名した。久川はCDドラマ「新訳・星を継ぐ者～篝～」で藤乃の姉・桐華を演じたことがあり、姉妹役を一人で演じる結果となった。

### スタッフ
- 原作・脚本 - 菊池たけし(F.E.A.R.)
- 音響監督 - 本山哲
- ミキサー - 今井修治（スリーエススタジオ）
- 効果 - 出雲範子（スワラ・プロ）
- 選曲 - 水野さやか（スワラ・プロ）
- 収録スタジオ - スリーエススタジオ
- マスタリング - 中村宗一郎（ピースミュージック）
- 音響制作 - addelement

### 主題歌
オープニングテーマ『Sabbath』
作詞・作曲：TAMAYO(BETTA FLASH)／歌：Cyua(BETTA FLASH)
エンディングテーマ『月衣』
作詞：いとうかなこ／作曲：磯江俊道(ZIZZ STUDIO)／歌：いとうかなこ

## 作品
- ブルーム・メイデン ISBN 978-4047264243

## 第二次古代神戦争
『グリムゲルデの仮面』は、『ナイトウィザード The 2nd Edition』と『セブン＝フォートレス メビウス』を連結する事件「第二次古代神戦争」の一環である。
『グリムゲルデの仮面』は200X+2年9月の出来事である。半年前の戦い（小説「大魔王は、世界滅亡の夢を見ちゃった」）で魔王ベール＝ゼファーに敗れた冥刻四天王セオキルスではあったが、彼は甘んじて敗北を受け入れたわけではない。事件収束後、セオキルスはベール＝ゼファーに爆破処分された神話時代の箒「オーディン・スフィア」の破片を回収し、素性を隠してドイツの箒メーカー・ミーゲに持ち込んだ。当時新型箒の開発に行き詰っていたミーゲはこの破片を使って9本の試作型箒「ヴァルキューレ・シリーズ」を完成させた。
オーディン・スフィアには、神話時代に封じられた9体の冥魔をコアとしているという秘密があった。これを看破していたセオキルスは、ヴァルキューレ・シリーズを冥魔の孵化機として利用しようとしている。作戦成功の暁には、孵化した9体の冥魔は冥刻王メイオルティスに、8ヶ月前の表界での戦い（ボイスドラマ『蘇りし友、来たり』）で魔王ルー＝サイファーに奪われた「七罪の宝玉」の代わりとして捧げられるという計画である。だがシリーズの一体「シュヴェルトライテ」は、ロールアウト直後に箒技術者・八坂真二郎によって、八坂の旧友藤乃＝赤羽＝ヴァンスタインの手に渡った。
『グリムゲルデの仮面』でヴァルキューレ・シリーズの秘密を知った赤羽くれはと世界魔術協会は、この後ミーゲと、ヴァルキューレ・シリーズの主任設計者・町方敦志の摘発に動く（リプレイ「蒼穹のエンゲージ」）。一方セオキルスは、シュヴェルトライテの持ち主となった藤乃の娘・サクラを冥魔として孵化させ、同時にオーディン・スフィア事件（「大魔王は、世界滅亡の夢を見ちゃった」）以来沈黙を守るベール＝ゼファーを引きずり出すべく新たな企てを立てる事となる（ボイスドラマ『シュヴェルトライテの槍』）。